# باشگاه فوتبال گوانگژو سیتی
باشگاه فوتبال گوانگ‌ژو سیتی (به چینی: 广州城足球俱乐部) یک باشگاه فوتبال در شهر گوانگ‌ژو، در استان گوانگ‌دونگ و در کشور چین بود که در سوپر لیگ فوتبال چین بازی می‌کرد. 

## لیگ قهرمانان آسیا ۲۰۱۵
گوانگ‌ژو آر و اف در لیگ قهرمانان آسیا ۲۰۱۵ در ابتدا به عنوان پلی آف در مرحله ۲ وارد رقابت‌ها شد که با برد تیم سنگاپوری به مرحله گروهی مسابقات راه پیدا کرد؛ در مرحله گروهی نتوانست موفقیتی کسب کند و با ۴ امتیاز در رتبه چهارم گروه F پایین‌تر از گامبا اوساکا، سئونگنام و بوریرام یونایتد قرار گرفت و حذف شد.

## تاریخچه نام‌های تیم
- ۱۹۸۶–۱۹۹۳: شنگیانگ (沈阳)
- ۱۹۹۴: شنگیانگ لیویائو (沈阳东北六药)
- ۱۹۹۵: شنگیانگ هوآیانگ (沈阳华阳)
- ۱۹۹۶–۰۱: شنگیانگ هایشی (沈阳海狮)
- ۲۰۰۱–۲۰۰۶: شنگیانگ گینده (沈阳金德)
- ۲۰۰۷–۲۰۱۰: چانگشا گینده (长沙金德)
- ۲۰۱۱：شنژن فینیکس (深圳凤凰)
- ۲۰۱۱–۲۰۲۰：گوانگ‌ژو آر و اف (广州富力)
- ۲۰۲۱–：گوانگ‌ژو سیتی (广州城)